# Yvonne ten Hoff
Yvonne ten Hoff, eigentl. Yvonne Preuschhoff (* 28. März 1950 in Berlin) ist eine deutsche Schauspielerin mit kurzer Karriere bei Film und Fernsehen Ende der 1960er, Anfang der 1970er Jahre.

## Leben und Wirken
Die gebürtige Yvonne Preuschhoff erhielt eine Ausbildung zur Wirtschaftskorrespondentin und zur Dolmetscherin. Gerade 17 Jahre alt, wurde sie, ohne zuvor eine Ausbildung genossen zu haben, vor die Kamera geholt und mit dem Künstlernamen Yvonne ten Hoff versehen.
Die puttengesichtige Berlinerin spielte fortan teils naive und etwas einfältige Unschuldslämmer, teils verführerische Lolitas oder Hippiemädchen in einer Reihe von Kinofilmen und Fernsehproduktionen. Sie übernahm auch mehrfach Gastrollen in einer Reihe von populären Serien wie Der Kommissar (als Marion Abel), Vier Frauen im Haus, Das Kriminalmuseum, Die seltsamen Methoden des Franz Josef Wanninger und Der Kurier der Kaiserin.
Bereits mit 21 Jahren zog sie sich von der Arbeit vor der Kamera zurück. Über ihren weiteren Werdegang ist derzeit nichts bekannt.

## Filmografie (Auswahl)
Fernsehen, wenn nicht anders angegeben
- 1967: Der Tod läuft hinterher (TV-Dreiteiler)
- 1968: 69 Liebesspiele
- 1968: Apostel unter dem Dach (TV)
- 1969: Pepe, der Paukerschreck
- 1969: Lovemaker, l’uomo per fare l’amore
- 1969: Der Kommissar (TV-Serie) zwei Folgen
- 1970: Hilfe, mich liebt eine Jungfrau
- 1970: Das Stundenhotel von St. Pauli
- 1970: Die Hand im Mund (TV)
- 1970: Mädchen zur Liebe gezwungen
- 1970: Das Kriminalmuseum – Folge „Wer klingelt schon zur Fernsehzeit“
- 1970  Die seltsamen Methoden des Franz Josef Wanninger – Folge 48  „Halbe-Halbe“
- 1971: Der Kurier der Kaiserin – Folge „Der Kapitän von Zimmer 12“
- 1971: Hautfarbe Nebensache